# Il sole del sabato
Il sole del sabato è un romanzo dello scrittore italiano Marino Moretti pubblicato nel 1916 dall'editore Treves ma già uscito precedentemente a puntate sulle appendici del Giornale d'Italia dal 4 giugno al 31 luglio 1913.

## Trama
Il romanzo narra la storia di una giovane, la Barberina, che dopo aver fatto l'amore durante la stagione di caccia con Mauro e Niblin va a vivere nella casa di Mauro dove, segregata dagli altri, stringe un forte legame di amicizia con la sorella di Mauro, Elisabetta, che in seguito si farà suora. La Barberina rimane incinta ma Mauro non la sposa e presto si allontana da lei. Presto si scopre che il piccolo Vico è in realtà il figlio di Niblin che cerca di sedurre nuovamente la giovane. Ella però lo rifiuta per dedicarsi solamente al bambino che purtroppo morirà presto. Dopo la morte del piccolo Vico la Barberina ritorna di nascosto nella valle della madre. 

## Commento della critica
Come scrive Giuseppe Zaccaria" Si definiscono, a partire da quest'opera, alcune delle caratteristiche essenziali della narrativa morettiana. In primo luogo l'ambientazione che sarà propria di numerose altre vicende: quella del paese romagnolo, che conduce un'esistenza sostanzialmente libera e spregiudicata, aliena da costrizioni o da vincoli reverenziali. La situazione va peraltro riferita al diverso punto di vista da cui vengono vissuti gli avvenimenti: quello degli uomini, sicuri e spavaldi, chiusi nel loro egoismo "sociale" e nelle loro convinzioni politiche; quello delle donne, che oppongono, al loro ateismo socialista o repubblicano, la dolcezza e il conforto di una fede religiosa."